# Arbeiter-Samariter-Bund Österreichs
Der Arbeiter-Samariter-Bund Österreichs (kurz ASBÖ oder ASB; auch unter dem Markennamen Samariterbund) ist eine österreichische Hilfsorganisation, die vor allem im Rettungsdienst und Krankentransport tätig ist. Historisch gesehen geht der Arbeiter-Samariter-Bund Österreichs auf Initiativen in Arbeiter-Sportvereinen zur rettungsdienstlichen Selbsthilfe bei medizinischen Notfällen zurück. Auch die Ausbildung von Laien in Erster Hilfe sowie die Wasserrettung und Schwimmkurse gehörten zu den ersten Tätigkeitsfeldern. Der ASBÖ ist weiters Gründungsmitglied des Internationalen Samariterbundes.
Die Mitarbeiter sind großteils ehrenamtliche Mitarbeiter, daneben werden auch Zivildienstleistende sowie hauptberufliche Mitarbeiter beschäftigt.
Die offizielle Bezeichnung Arbeiter-Samariter-Bund Österreichs kommt heutzutage überwiegend nur im Logo zur Anwendung, welches allerdings auf sämtlichen Schriftstücken, Fahrzeugen und Gebäuden verwendet wird. Umgangssprachlich und auch im Schriftverkehr verwendet der ASBÖ üblicherweise den Markennamen Samariterbund, welcher kürzer, prägnanter und werbetechnisch besser nutzbar ist. Geschichtlich verweist der Name auf die biblische Parabel vom „barmherzigen Samariter“.
Der derzeitige Präsident des ASBÖ ist der ehemalige Generalinspektor der Wiener Sicherheitswache und ehemalige Landesparteiobmann der SPÖ Niederösterreich und Landeshauptfrau-Stellvertreter von Niederösterreich, Franz Schnabl. Der aktuelle Bundesgeschäftsführer des ASBÖ ist der ehemalige Polizist und Politiker Reinhard Hundsmüller. ASBÖ-Ehrenpräsident war der frühere Präsident, Unternehmer und Ex-Finanzminister Hannes Androsch.

## Organisation
Organisatorisch ist der ASBÖ ist in den Bundesverband, die Landesverbände sowie die Bezirks- bzw. Ortsgruppen gegliedert, die jeweils eigene Rechtspersönlichkeiten in Form von gemeinnützigen Vereinen sind. Auf mehreren Ebenen existieren zusätzlich GmbHs, über die gewisse Dienstleistungen – teilweise auch regional übergreifend – betrieben werden.
Für den ASBÖ sind mehr als 8.450 ehrenamtliche Mitarbeiter und mehr als 3.700 hauptberufliche Mitarbeiter tätig. Zusätzlich sind jährlich über 1.860 Zivildiener beim ASBÖ eingesetzt.
Mitglieder unter 18 sind automatisch Mitglied der Samariterjugend, die Kindern und Jugendlichen zwischen sechs und 18 Jahren eine Vielzahl an Aktivitäten – vom Erlernen der Ersten Hilfe über die Teilnahme an Flohmärkten und Sammlungen für bedürftige Menschen bis hin zu Exkursionen, Wettbewerben, Seminaren, Workshops – bietet.
Der ASBÖ hat mehr als 350.000 unterstützende Mitglieder und zahlreiche Spender, welche die tagtäglichen Aktivitäten des Samariterbundes möglich machen und bei der Erfüllung der vielfältigen Aufgaben helfen. Als Nichtregierungsorganisation (NGO) im Gesundheits- und Sozialbereich ist der ASBÖ auf die finanzielle Unterstützung von Partnern, Förderern und Mitgliedern angewiesen. Das Österreichische Spendengütesiegel garantiert die geprüfte Spendensicherheit durch strenge Qualitätsstandards und ständige Kontrollen.

## Aufgabenbereiche

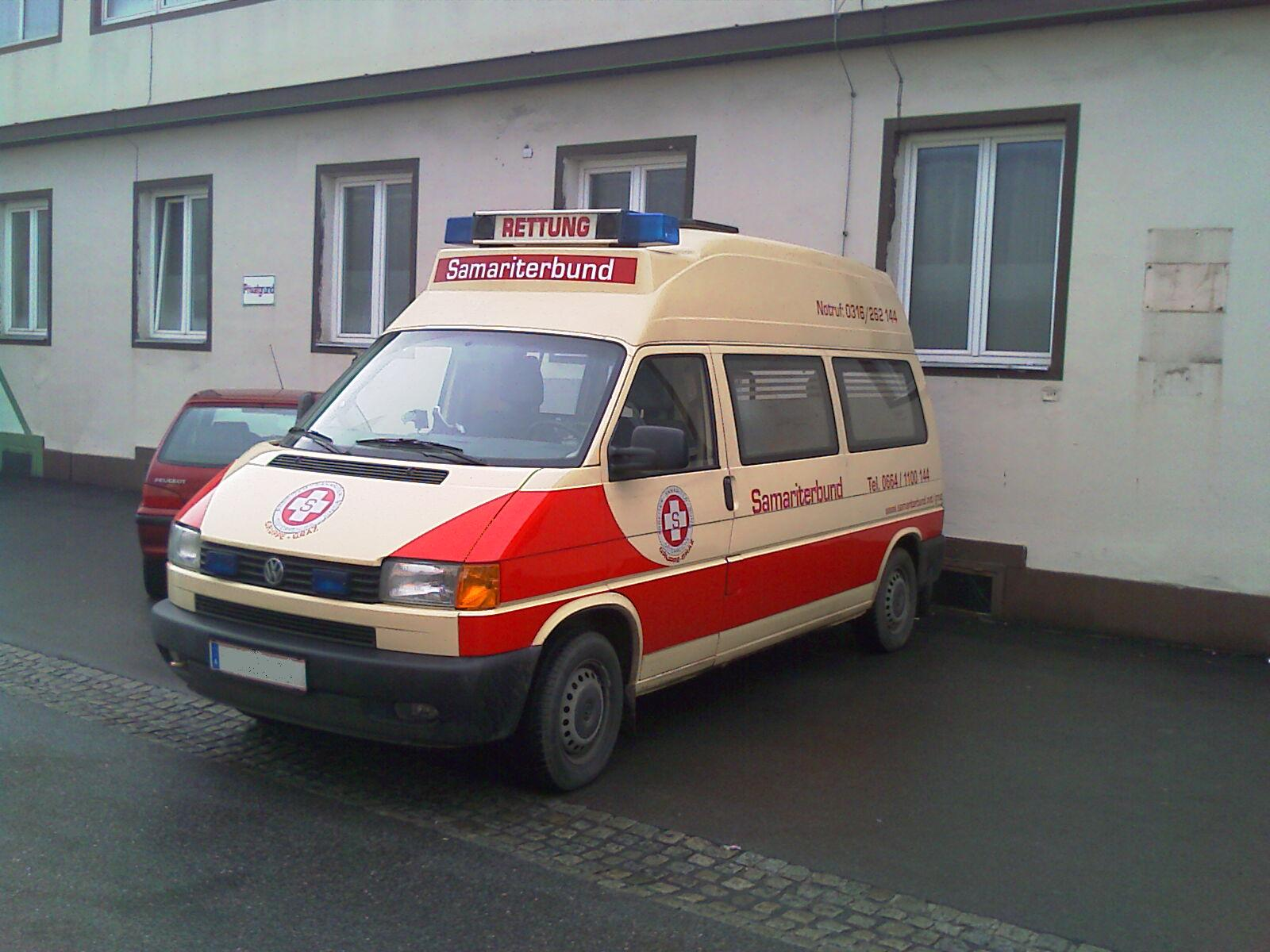
Rettungswagen vom Typ VW-T4

### Rettungsdienst
Zu den bekanntesten Aufgabenbereichen des ASB zählt der Rettungsdienst sowie die Krankentransporte und Auslandsrückholungen. Für Veranstaltungen bietet der Samariterbund auch Ambulanzdienste entsprechend der landesgesetzlichen Vorgaben nach dem Veranstaltungsgesetz. In Wien ist der Samariterbund auch im Rahmen des Ärztefunkdienstes tätig und stellt Sanitäter und Fahrzeuge.
Traditionell ist auch die Wasserrettung sowie das Angebot von Schwimmkursen für Laien ein zentraler Bestandteil des ASBÖ. In mehreren Bundesländern unterhält der Samariterbund auch Rettungshundestaffeln. Teilweise verfügt der ASBÖ auch über ausgebildete Fachkräfte im Bereich der Höhenrettung.
Auch die Krisenintervention für Angehörige bzw. Beteiligte nach traumatisierenden Ereignissen gehört zu den Aufgaben des ASBÖ, ebenso wie das PEER-System für die eigenen Einsatzkräfte nach belastenden Einsätzen.

### Soziale Dienste
Der ASBÖ unterhält mehrere Senioren- und Pflegeheime sowie Seniorenwohngemeinschaften. Für betreuungsbedürftige Menschen werden auch mobile Pflegedienste, Essen auf Rädern (teilweise unter dem Namen „Vitalmenü“) sowie Heimnotrufgeräte angeboten.
Im Bereich der Betreuung von Menschen in sozialen Notlagen betreut der ASBÖ Obdachlosenheime und Wohngemeinschaften und betreibt mehrere Sozialmärkte. Auch im Bereich der Flüchtlingsbetreuung ist der ASBÖ tätig.
Die „Samariter-Wunschfahrt“ ermöglicht Palliativpflege-Patienten einen Ausflug innerhalb Österreichs mit einem Spezialfahrzeug und ist für Patienten und ihre Begleiter kostenlos.

### Katastrophenhilfsdienst
Über viele Jahrzehnte war die Katastrophenhilfe personell Bestandteil des Rettungs- und Krankentransportdienstes. Im ersten Jahrzehnt des 21. Jahrhunderts wurde darüber hinaus die Möglichkeit geschaffen, sich ohne rettungsdienstliche Ausbildung im Bereich der Katastrophenhilfe zu engagieren. Ein großer Schwerpunkt ist zwar weiter die Verletztenversorgung und die Betreuung von Menschen in Notlagen, im Bereich der dazu nötigen Infrastruktur, der technischen Rettung, des Betriebs von elektrischen Anlagen, Trinkwasseraufbereitungsanlagen und anderen logistischen Bereichen wird jedoch auch Personal ohne Sanitätsausbildung eingesetzt.
Der ASBÖ ist in der Katastrophenhilfe sowohl in Österreich als auch international tätig. Für internationale Einsätze steht ein „Rapid-Response-Team“ in Bereitschaft, das regelmäßige Übungen gemeinsam mit anderen Verbänden des Samaritan International abhält. Ein großer internationaler Einsatz des ASBÖ war im Rahmen des Tsunamis im Indischen Ozean 2004 in Sri Lanka.

### Aus, Fort- und Weiterbildung
Traditionell im ASBÖ verwurzelt ist die Schulung von Laien in Erster Hilfe. Es werden Erste-Hilfe-Kurse für Führerscheinbewerber, Betriebsersthelfer und Kindernotfälle, aber auch spezielle Kurse wie etwa Outdoor oder Motorrad angeboten.
Darüber hinaus sind einzelne Teilorganisationen zertifizierte Ausbildungsstätten für weiterführende Ausbildungen wie etwa ITLS oder Validation.
Für die verschiedenen Sparten des ASBÖ werden auch die entsprechenden internen Aus- und Fortbildungen für Sanitäter, soziale Dienste, Führungskräfte und Katastrophenhilfsdienst durchgeführt.

### Jugend
Der ASBÖ hat eine Jugendorganisation, die Arbeiter-Samariter-Jugend (ASJ).
Zentrales jährliches Event ist der „Nikolauszug“, ein Advent-Wochenende für benachteiligte Kinder in Kooperation mit den Österreichischen Bundesbahnen, das vom ASBÖ und der Jugend betreut wird. In Kooperation mit der Post AG veranstaltet der ASBÖ jährlich die Aktion „Spielen Sie Christkind!“, um Kindern aus armutsgefährdeten Familien Weihnachtsgeschenke bieten zu können.
Ebenfalls angeboten wird ganzjährig das „LernLeo“ als Gratis-Nachhilfe insbesondere auch für Kinder und Jugendliche aus finanziell schwachen Familien.
Die Samariterbund-Wohlfahrts-Stiftung „Fürs Leben“ bietet finanzielle Unterstützung für kranke bedürftige Kinder und Jugendliche (bis 16 Jahre) in medizinischen Notsituationen, die nicht durch das soziale Netz abgesichert sind.

## ASBÖ-Landesverbände

### Burgenland
Im Burgenland existiert der Landesverband Burgenland sowie die Samariterbund Burgenland Rettung und Soziale Dienste gemeinnützige GmbH, welche mehrheitlich im Besitz einer GmbH des Bundesverbandes steht, die restlichen Anteile gehören dem Landesverband.
Eine Unterteilung in eigenständige Ortsgruppen gibt es im Burgenland nicht. Rettungsdienstliche Leistungen, Schulungen und soziale Dienste werden im Burgenland durch die GmbH an den Stützpunkten Zurndorf, Hornstein und Weppersdorf durchgeführt. Bis 2023 befand sich der Stützpunkt statt in Zurndorf in Andau. Darüber hinaus gibt es 8 Pflegekompetenzzentren über das Land verteilt.

### Kärnten
Kärnten hat mit der Gruppe Villach seit 1985 einen Standort, an dem die üblichen zentralen Dienstleistungen erbracht werden.
Im Jahr 2008 wurden die operativen Tätigkeiten in die Samariterbund Kärnten Rettung und Soziale Dienste gemeinnützige GmbH, welche im Besitz einer GmbH des Bundesverbandes, steht übertragen.
Seit 2016 wird auch das Samariterhaus Feistritz betrieben, welches unbegleitete minderjährige Flüchtlinge betreut.
Seit 2019 verfügt die Gruppe Villach über eine eigene Motorradstaffel mit drei Motorrädern. Diese kommen vor allem bei Ambulanzdiensten und der Staubetreuung auf der A11 zum Einsatz.

### Niederösterreich
Der Landesverband Niederösterreich hat 23 Gruppen zu verzeichnen und ist damit die größte Organisation des ASBÖ in Österreich.
| - Gruppe Altlengbach - Gruppe Dunkelsteinerwald - Gruppe Ebreichsdorf - Gruppe Eichgraben - Gruppe Frankenfels-Schwarzenbach - Gruppe Gaaden-Wienerwald - Gruppe Gr. Gerungs - Gruppe Loosdorf | - Gruppe Mödling - Gruppe Persenbeug-Gottsdorf - Gruppe Pöchlarn Neuda - Gruppe Pottenbrunn - Gruppe Purkersdorf - Gruppe Rabenstein - Gruppe Steinfelden-Schönau Leobersdorf - Gruppe St. Pölten | - Gruppe St. Georgen/Steinfeld - Gruppe St. Veit an der Gölsen - Gruppe Ternitz-Pottschach - Gruppe Traiskirchen-Trumau - Gruppe Traisen - Gruppe Traismauer - Gruppe Wilhelmsburg - Gruppe Wiener Neustadt |

Die Gruppe Mödling ist die einzige Gruppe, die ausschließlich im Bereich Wasserrettung tätig ist und keinen Rettungsdienst betreibt. Alle anderen Standorte sind Rettungsdienst-Stützpunkte, die darüber hinaus teilweise auch Schulungs- und Soziale Dienstleistungen erbringen.
Dem Landesverband untersteht die Samariterbund Niederösterreich Rettung und Soziale Dienste GmbH, welche die Dienstleistungen an den Stützpunkten Altlengbach, Gaaden-Wienerwald, Marchfeld-Lassee, Persenbeug, Purkersdorf, St. Veit an der Gölsen, Traisen, Traismauer und Wiener Neustadt erbringt. An allen anderen Standorten werden die Dienstleistungen durch die dort ansässigen Gruppen selbst erbracht.
Nach dem Zweiten Weltkrieg war die 1948 gegründete Gruppe Eichgraben nicht nur die erste Gruppe Niederösterreichs, sondern besaß auch den ersten Rettungswagen des ASBÖ österreichweit.
Seit 2009 betreibt der Samariterbund in Purkersdorf einen Sozialmarkt unter dem Namen Samariterladen (Kurzbezeichnung SamLa) – das damals erste Projekt dieser Art im ASBÖ. Im Samariterladen werden Möbel, Kleidung, Geschirr, Bücher und andere Alltagsgegenstände zu günstigen Preisen verkauft. Im Jahr 2011 wurde der Sozialmarkt mit dem „Richard Löwenherz Preis“ des Landes Niederösterreich als kommunales Sozialprojekt ausgezeichnet. Im Jahr 2019 wurde eine zweite Filiale in Ebreichsdorf eröffnet.
Seit 2017 besetzt der ASBÖ Niederösterreich gemeinsam mit dem Roten Kreuz Niederösterreich die sogenannten Notarzteinsatzfahrzeuge (NEF) als Vertragspartner des Landes Niederösterreich. Die Stützpunkte Lengbach (Altlengbach/Neulengbach), Melk, Purkersdorf, St. Pölten und Ybbs/Persenbeug werden im Wochenrhythmus wechselnd durch Samariterbund und Rotes Kreuz betreut, der Stützpunkt Groß Gerungs ausschließlich durch den ASBÖ.
Sämtliche Einsatzkräfte des ASBÖ in Niederösterreich werden durch die Leitstelle Notruf 144 Niederösterreich, die mehrheitlich im Besitz des Landes Niederösterreich ist, disponiert.

### Oberösterreich
Der Landesverband Oberösterreich besteht aus vier Gruppen:
- Gruppe Alkoven
- Gruppe Bad Ischl
- Gruppe Feldkirchen
- Gruppe Linz

Der Landesverband Oberösterreich betreibt zwei Grundversorgungsquartiere für Asylwerber in Linz und Feldkirchen.
Die Gruppe Linz besteht seit 1977 und wurde über die Jahre etwa gleich groß wie das Rote Kreuz Linz-Stadt. Von drei Dienststellen in den Bezirken Urfahr, Spallerhof und Bindermichl-Keferfeld versorgt die Gruppe mit ihren Fahrzeugen den Großraum Linz. Neben den üblichen Rettungs- und Sozialdienstleistungen werden über die Samariterbund Linz BetriebsgesmbH auch zwei Betreute Wohneinrichtungen in Linz und Feldkirchen betrieben.
Die Rettungs- und Krankentransportfahrzeuge der Gruppen Linz, Feldkirchen und Alkoven werden von der Leitstelle Linz disponiert. Notrufe an die Notrufnummer 144 erreichen die Rettungsleitzentrale des Roten Kreuzes, werden aber gegebenenfalls an den näher gelegenen Samariterbund abgegeben. Das Notarzteinsatzfahrzeug (NEF) des ASBÖ wird von der Leitstelle des Roten Kreuzes disponiert.
Die Gruppe Bad Ischl betreibt die Tageseinrichtung „M3“ sowie ein betreutes Wohnen für Menschen mit Beeinträchtigungen sowie einen Fahrdienst mit über 150 Fahrzeugen, die über zwei Außenstellen in Traun und Wels auch den oberösterreichischen Zentralraum bedienen.
In Weißenbach am Attersee existierte bis zum Jahr 2006 eine Wasserrettungsgruppe.

### Salzburg
Salzburg hat zwei Gruppen vorzuweisen:
- Landesgruppe Salzburg
- Gruppe Zell/See

Die Landesgruppe Salzburg wurde im Jahr 1973 gegründet und gehört zu den größten eigenständigen Gruppen in Österreich.

Neben den üblichen rettungsdienstlichen, sozialen und Schulungs-Dienstleistungen werden zwei Seniorentageszentren in Hallein und Schleedorf sowie acht Flüchtlingshäuser bzw. Projekte in Salzburg-Stadt, Radstadt, Lofer, Mattsee, Straßwalchen und Schleedorf betrieben.
Die Gruppe Zell am See ist eine reine Wasserrettungsgruppe, welche die Wasserrettungs-Betreuung des Zeller Sees mit mehreren Booten und Fahrzeugen sicherstellt.

### Steiermark

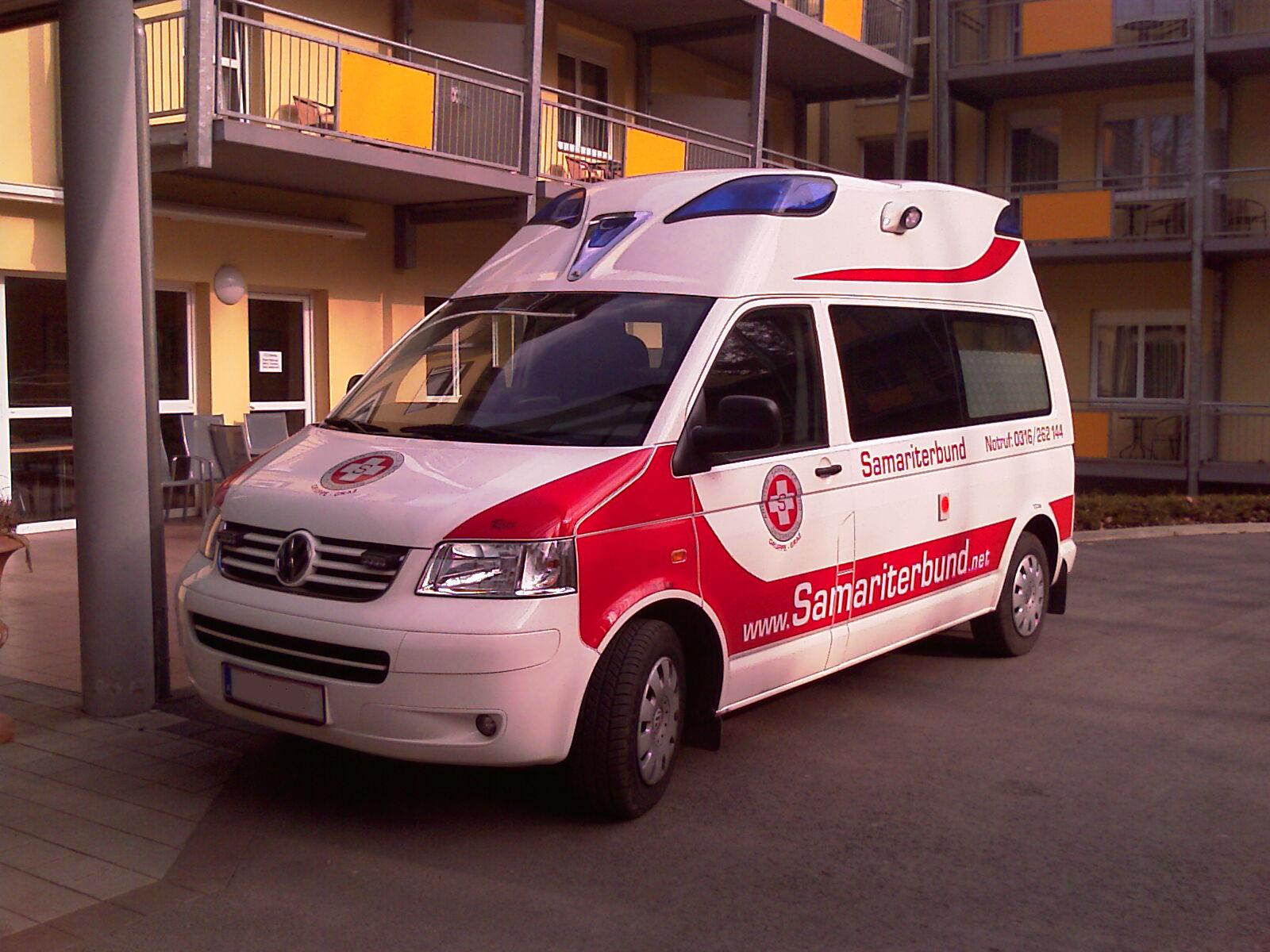
Ein weiterer Rettungswagen der Gruppe Graz vor der Klinik Judendorf-Straßengel

In der Steiermark besteht die 1989 gegründete Gruppe Mürzzuschlag in Langenwang sowie das mittelbar vom Bundesverband betriebene Pflegekompetenzzentrum Kaindorf.
Der Landesverband Steiermark, die Gruppe Graz sowie deren ASB Graz Gemeinnützige Rettung und Soziale Dienste GmbH mussten Anfang 2021 Insolvenz anmelden. Der Bundesvorstand kritisierte das Handeln der Verantwortlichen, die laut Bundesgeschäftsführer Reinhard Hundsmüller den Bundesverband nicht über die Lage informiert haben. In weiterer Folge beschloss der Bundesvorstand im Mai den Ausschluss der drei Teilorganisationen aus dem ASBÖ und untersagte die weitere Nutzung des Logos und des Namens. Der Rettungsdienst Graz wurde eingestellt, ebenfalls von der Insolvenz betroffen sind die Seniorenheime Lindenhof Mooskirchen, Tannenhof, Lärchenhof, Ahornhof, Zirbenhof, Fichtenhof, Weidenhof und Obriach, welche weiterbetrieben und einen neuen Eigentümer bekamen.
Seit September 2021 wird seitens der Samariterbund Steiermark Rettung und Soziale Dienste gemeinnützige GmbH, die das Pflegekompetenzzentrum Kaindorf betreibt, an einem neuen Standort in Graz wieder ein Rettungsdienst betrieben. Die GmbH befindet sich im Eigentum des Bundesverbandes. Das Einsatz-Personal in Graz konnte zu einem großen Teil aus ehemaligen beruflichen und ehrenamtlichen Mitarbeitern des ehemaligen Grazer Samariterbundes rekrutiert werden.

### Tirol

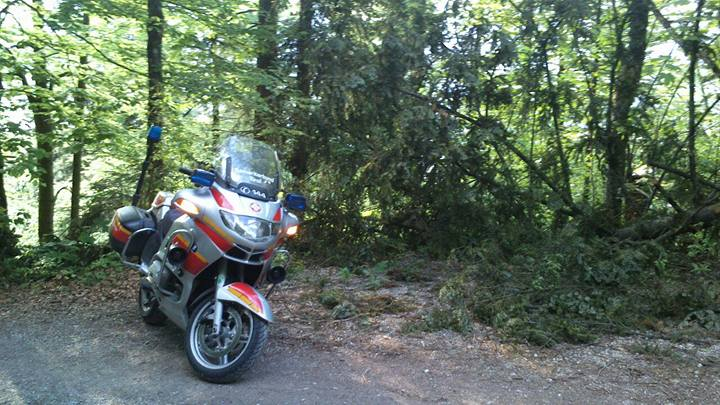
San-Motorrad ASB Tirol

Anders als andere Landesverbände bzw. Gruppen die als Vereine organisiert sind, ist Tirol eine Samariterbund Tirol Rettung und Soziale Dienste gemeinnützige GmbH die im Besitz einer GmbH des Bundesverbandes steht.
Der Samariterbund Tirol wurde erst 2003 gegründet, ab 2007 bestand ein Rettungsdienstvertrag mit der Gemeinde Wildschönau. Im Zuge der landesweiten Ausschreibung des neuen Rettungsdienstgesetzes ging der Samariterbund Tirol mit dem Roten Kreuz, der Johanniter-Unfall-Hilfe, den Maltesern und dem Österreichischen Rettungsdienst eine Bietergemeinschaft ein. Dadurch konnten weitere Dienststellen eröffnet bzw. gemeinsam betrieben werden.
Seit 2011 werden die Notarzteinsatzfahrzeuge in Kufstein und St. Johann in Tirol gemeinsam betrieben. Darüber hinaus existieren Stützpunkte in Schwaz, Innsbruck, Wörgl bzw. Kirchbichl. Die Fahrzeuge sind an die Leitstelle Tirol in Innsbruck angebunden und werden von dieser zentral disponiert.
Außerdem hat der Samariterbund Tirol eine Rettungshundestaffel, ein Kriseninterventionsteam, eine Motorradstaffel und Jugendgruppen in Kirchbichl und Innsbruck.

### Vorarlberg
Der Landesverband Vorarlberg besteht aus der Gruppe Feldkirch. Die im Jahr 1985 gegründete Gruppe betreut gemeinsam mit dem Roten Kreuz ein Einzugsgebiet von ca. 20 Gemeinden. Die Fahrzeuge sind – wie sämtliche andere Mittel der Rettungsdienste, Feuerwehr, Bergrettung, Kriseninterventionsteam, Notarzthubschrauber und Wasserrettung – an die Rettungs- und Feuerwehrleitstelle (RFL) Vorarlberg angebunden und werden von dieser zentral alarmiert. Neben dem Rettungsdienst bietet die Gruppe auch Schulungsdienstleistungen an.

### Wien

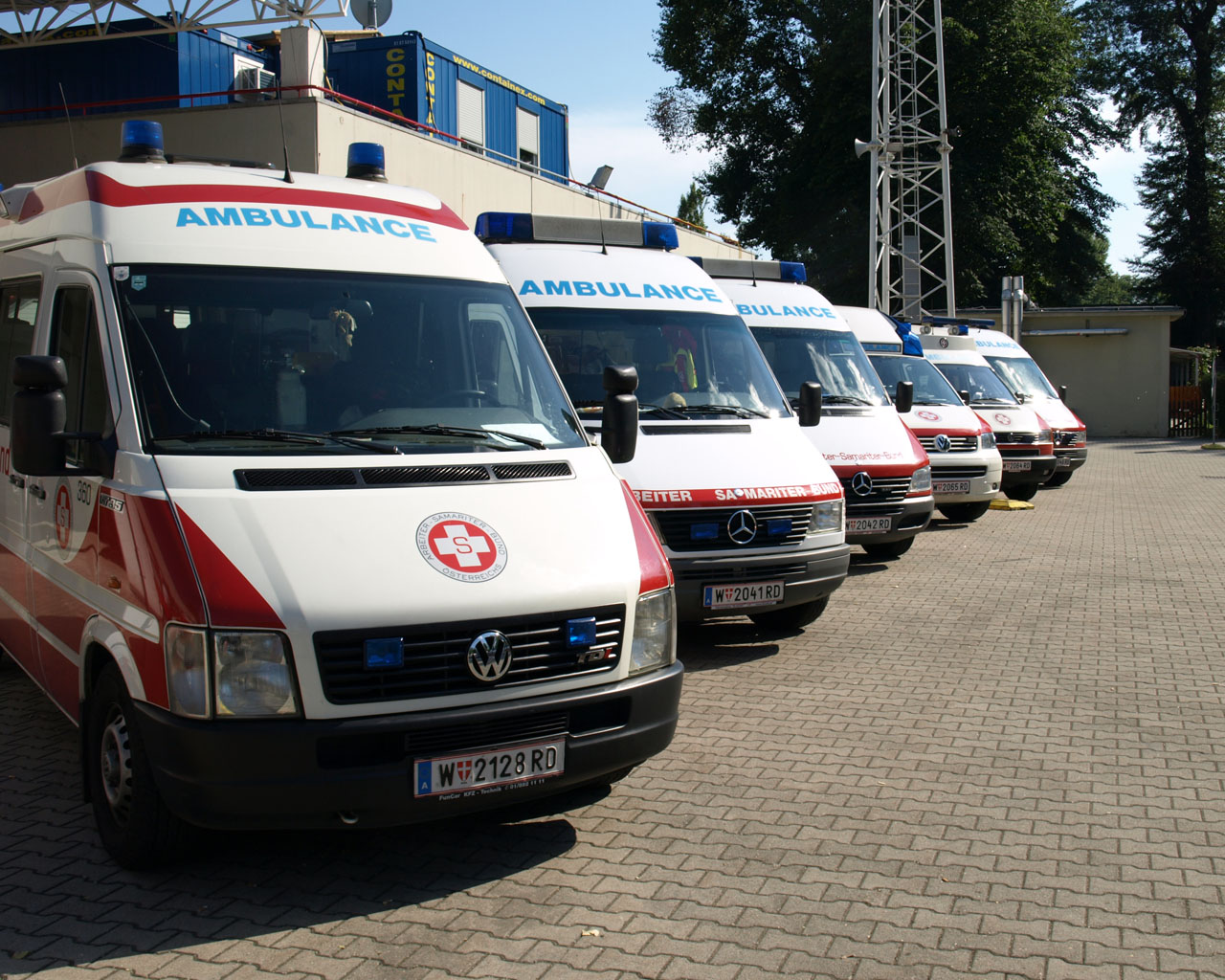
RTW und N-KTW des ASBÖ Wien

In Wien werden die Dienstleistungen des Landesverbandes über die Samariterbund Rettung und Soziale Dienste GmbH betrieben, die im Besitz des Bundesverbandes steht. Als größte Organisation des ASBÖ bietet diese sämtliche Dienstleistungen des ASBÖ in Wien an.
Zusätzlich gibt es die Bezirksgruppen, die ebenfalls Dienstleistungen betreiben, vor allem im Bereich Rettungsdienst, Schulung und Wasserrettung. Im Rettungsdienst sind vor allem der Landesverband sowie die Gruppe Floridsdorf-Donaustadt mit großen Ressourcen vertreten. Alle anderen Gruppen haben nur wenige (Leopoldstadt, Favoriten, Simmering, Rudolfsheim-Fünfhaus, Ottakring, Döbling) oder keine (Margareten, Meidling, Brigittenau) eigenen Einsatzfahrzeuge und sind vorwiegend ehrenamtlich tätig.
Der Samariterbund als größte Hilfsorganisation der Stadt stellt – in enger Zusammenarbeit mit der per Gesetz für den Rettungsdienst zuständigen Berufsrettung Wien – täglich mehrere Rettungswagen und zahlreiche Notfall-Krankentransportwagen, welche zu einem großen Teil mit hauptamtlichen Mitarbeitern und Zivildienern, aber auch ehrenamtlichen Mitarbeitern besetzt werden und durch die Rettungsleitstelle der Stadt Wien disponiert werden.
Ebenfalls in Wien stationiert sind Ressourcen des Bundesverbandes für die Katastrophenhilfe im In- und Ausland. Auch die ASBÖ-Akademie als Bundesschulungszentrum hat in Wien ihren Sitz.
Die zehn Wiener Bezirksgruppen verteilen sich wie folgt über das Stadtgebiet (in Klammern die zuständigen Bezirke):
- Leopoldstadt (1.–3.)
- Margareten (4. und 5.)
- Favoriten (10.)
- Simmering (11.)
- Meidling (12. und 23.)
- Rudolfsheim-Fünfhaus (6., 7., 13.–15.)
- Ottakring (8. und 16.)
- Döbling-Alsergrund-Währing-Hernals (9., 17.–19.)
- Brigittenau (20.)
- Floridsdorf-Donaustadt (21. und 22.)

Der 1952 gegründete Arbeiter-Samariter-Bund Floridsdorf-Donaustadt (ASBÖ 921) ist mit seinem Stützpunkt an der Wiener Donaucity die größte Bezirksgruppe des Wiener Samariterbundes und eine der größten Österreichs. Mit über 30 hauptamtlichen, rund 330 ehrenamtlichen Mitarbeitern und jährlich 100 Zivildienstleistenden sorgt diese Gruppe besonders für die Versorgung in den nördlichen Wiener Gemeindebezirken.
Der Rettungsstützpunkt Floridsdorf-Donaustadt stellt ganzjährig zwei Rettungstransportwagen und mehrere Notfallkrankentransportwagen, welche ebenfalls durch die Rettungsleitstelle der Stadt Wien disponiert werden. Neben dem Haupteinsatzgebiet in den Bezirken 22 und 21 zählen dann auch die Bezirke 2 und 20 zum Einzugsgebiet.
Die Organisation der kompletten sanitätsdienstlichen Betreuung des Donauinselfestes, das von bis zu drei Millionen Menschen besucht wird, erfolgt seit dessen Bestehen 1982 von der Gruppe Floridsdorf-Donaustadt. Beim größten Ambulanzdienst des ASBÖ österreichweit wird auch auf die Unterstützung von anderen Samaritern aus dem In- und Ausland zurückgegriffen.

## Geschichte

### Die Zeit vor dem Samariterbund
Zur Zeit der Industriellen Revolution, und davor, war die Sanitätsversorgung von Kranken und Verunglückten abhängig vom sozialen Stand. Je nach Stand konnte man von Wund- oder Sprengelärzten versorgt werden, von städtischen Bürgerspitälern oder lediglich von karitativen kirchlichen Einrichtungen. Beim Militär, wo die Versorgung verletzter Soldaten höchste Priorität hatte, trug man ebenfalls Wissen über die Versorgung Verletzter und Kranker zusammen.
Nach und nach formierte sich ein öffentliches Rettungswesen, das jedoch für die ständig wachsende Bevölkerung nicht ausreichte. So war man auf private Rettungsgesellschaften angewiesen, wie zum Beispiel die 1881 gegründete Wiener Freiwillige Rettungsgesellschaft.

### 1927: DerÖsterreichische Arbeiter-Samariterdienstwird gegründet
In Deutschland wurde bereits 1888 der Arbeiter-Samariterbund Deutschlands gegründet, der sein Ziel primär bei der Versorgung von verletzten Arbeitern sah. In Österreich jedoch wurde der Samariterbund, im Gegensatz zur Deutschen Schwesterorganisation, aus den Arbeiterzusammenschlüssen der Ersten Republik gegründet.
Innerhalb des Arbeiterbundes für Sport und Körperkultur (ASKÖ) wurde 1927 der Österreichische Arbeiter-Samariterdienst gegründet. Hauptaufgabe war die Versorgung und Erste-Hilfe-Leistung von Verletzten bei Sport- und Freizeitunfällen. Kurz darauf wurde bereits eine Wasserrettung gegründet. Vor 1927 waren Samariter-Sanitätskräfte nur innerhalb des bewaffneten republikanischen Schutzbundes bekannt.
Weil der Arbeiter-Samariterbund dem Republikanischen Schutzbund unterstellt war, konnte er seine Erste-Hilfe-Leistungen nicht bei politischen Gegnern (Konservative etc.) vollbringen, weswegen 1932 die Auslösung aus dem Republikanischen Schutzbund mit der Gründung des zivilen Arbeiter-Samariter-Bundes beschlossen und durchgeführt wurde. Dies sollte eine Entpolitisierung zur Folge haben.
Wie andere sozialdemokratische Einrichtungen wurde 1934 der Arbeiter-Samariter-Bund von den Organen des Ständestaates verboten und verlor dabei auch sein ganzes Vermögen.

### 1947: Neuformierung nach dem Zweiten Weltkrieg
Nach dem Zweiten Weltkrieg wurde der ASBÖ in Wien neu formiert. Die Initiative ging von Schweizer Samaritern aus, da lediglich in der Schweiz, in Schweden und Dänemark der Arbeiter-Samariter-Bund vor und während des Zweiten Weltkrieges nicht aufgelöst wurde. Schweizer Samariter wollten also in Wien nach dem Krieg ein Lebensmittellager errichten, kontaktierten ihnen bekannte Samariter und formierten den ASBÖ in Wien 1947 neu. Da aber außer den russischen alle Besatzungsmächte Einwände gegen eine Neugründung hatten, wurde vorerst nur in dieser Besatzungszone ein Samariterbund gegründet.
Bereits 1948 ging in Eichgraben das erste Rettungsfahrzeug in den Dienst. Schnell konnte man an seine früheren Tätigkeiten anschließen, so waren 1950 neun Gruppen in Wien und Niederösterreich aktiv. 1954 wurde der neu formierte Arbeiter-Samariter-Bund Österreichs bereits auf eine Bewährungsprobe gestellt: Beim Donau-Hochwasser bewährte man sich in der Katastrophenhilfe, wo man seine internationalen Kontakte zum Wohle der Bevölkerung einsetzte. 1956, während der Ungarn-Krise, war der ASBÖ ein großer Teil der Organisation und koordinierte unter anderem die Hilfsgütertransporte. 300.000 Flüchtlinge konnten bereits an der Grenze medizinisch versorgt und verpflegt werden.

### 1960er und 1970er Jahre
Aufgrund des großen Einsatzes des ASBÖ während der Ungarnkrise war man auch in breiteren Bevölkerungsschichten bekannt geworden. Nun konnte man sich einer größeren Öffentlichkeit präsentieren.
Man versuchte dies unter anderem, indem man Erste-Hilfe-Kurse für Führerscheinwerber anbot, die damals noch nicht gesetzlich vorgeschrieben waren. Als 1973 diese Kurse für „Sofortmaßnahmen am Unfallort“ gesetzlich verpflichtend wurden, konnte der Gesetzgeber bereits auch auf die Erfahrungen des Samariterbundes diesbezüglich zurückgreifen.
Nach und nach wurde der Samariterbund zu einem immer wichtiger werdenden Ansprechpartner in Sachen Katastrophenhilfe, Strahlenschutz oder dem ordentlichen Zivildienst.
Im Jahr 1971 wurde in Wien XV in der Pillergasse 24 die neue Bundeszentrale des Arbeiter-Samariter-Bundes Österreichs eröffnet.

### 1980er und 1990er Jahre
Mit der rapiden Entwicklung der Gesellschaft gegen Ende des 20. Jahrhunderts musste auch der ASBÖ sich den neuen Gegebenheiten anpassen.
Die Leistung im sozialen Bereich wurde immer wichtiger, die Tätigkeiten stiegen weit über den Krankentransport hinaus. Man profilierte sich bei der Einrichtung des so genannten Seniorenalarms und der Unterstützung Behinderter. Auch im Bereich der Sport- und Freizeitveranstaltungen wuchsen die Anforderungen. So betreute man in den 80er- und 90er-Jahren den Wiener Stadtmarathon. Ebenso seit damals leitet man die Sanitätsüberwachung beim alljährlichen Donauinselfest.
Doch auch andere Veranstaltungen, wie Musikveranstaltungen, die Papstbesuche in Österreich oder das Jazzfest Wiesen standen unter der Sanitätsleitung des ASBÖ.
Im Jahr 1992 konnte in der Hollergasse 2–6 in Wien XV ein neues Bundesgebäude eröffnet werden.

### Seit 2000
Seit 2000 ist der Samariterbund in ganz Österreich etabliert, in den einzelnen Bundesländern jedoch unterschiedlich stark aktiv. Am größten ist die Präsenz in Wien, wo täglich bis zu 1000 Transporte durchgeführt werden. Ähnlich stark ist der ASBÖ in Niederösterreich, Oberösterreich und Salzburg vertreten. Die einzelnen Ortsgruppen sind als eigenständige Vereine konstituiert und vergleichsweise lose in einer föderalen Struktur mit einem Bundesverband und neun Landesverbänden organisiert.
Österreichweit ist der Samariterbund nach dem Roten Kreuz die zweitgrößte Rettungsorganisation, in einzelnen städtischen Ballungsräumen ist er jedoch führend. Das Spektrum der Einsatzbereiche heutzutage reicht hierbei vom klassischen Rettungsdienst und Krankentransport, über Hauskrankenpflege, Seniorenalarm und Essen auf Rädern („Vitalmenüs“) bis hin zur Wasserrettung, Katastrophenhilfe, Flüchtlingsbetreuung und Rettungshundestaffeln. Nach dem Katastrophenhilfseinsatz in Sri Lanka begann auch ein immer stärkeres internationales Engagement. Seit 2007 konnte mit der GEZA (Gesellschaft für Entwicklungszusammenarbeit) auch Österreichs drittgrößte Entwicklungshilfeorganisation mit Projekten in Süd- und Mittelamerika sowie in Afrika erfolgreich etabliert werden.
Während in Teilen Nieder- und Oberösterreichs der ASBÖ die alleinige rettungsdienstliche Versorgung übernimmt, führen in anderen Regionen die Ortsgruppen den Rettungsdienst gemeinsam mit anderen Organisationen durch oder beschränken sich auf Krankentransporte, Fahrtendienste oder einzelne soziale Dienste bzw. die Ausbildung in Erster Hilfe.
Stark steigend sind die Dienste im Bereich Altenpflege. So existieren beispielsweise in der Steiermark bereits fünf so genannte Seniorenkompetenzzentren, wovon vier unter der Leitung des Arbeiter-Samariter-Bundes Gruppe Graz stehen, das mit 100 Betten deutlich größte Zentrum in Stubenberg/See wird durch die Bundesorganisation direkt geführt. Die Bundesorganisation errichtete in den Jahren 2008 und 2009 auch vier weitere solche Zentren im Burgenland (Strem, Weppersdorf, Draßburg und Olbendorf).
Im Jahr 2007 feierte der Samariterbund sein Jubiläum zum achtzigjährigen Bestehen.